# Parforcejagt
Parforcejagt (par force, fransk: med magt) er en jagtform hvor byttedyret udmattes inden det dræbes. Det sker ved at lade hunde jagte dyret, mens rytterne følger efter. Når dyret segner af udmattelse, stiger den udvalgte jæger, som regel kongen, af hesten og dræber byttet med en hirschfænger (en lang dolk).
Et karakteristisk træk ved områder anvendt til parforcejagt er veje anlagt i stjerneform, så jægerne kan stå i vejkrydsene og lettere overskue hundenes jagt af vildtet. Det ses bl.a. på Eremitagesletten, i Store Dyrehave ved Hillerød og den sydlige del af Gribskov. Stjerneformen kan stadig ses på kort over områderne.
De sidste parforcejagter blev holdt i Danmark på Frijsenborg ved Hammel sidst i 1800-tallet.[kilde mangler]
I 2015 blev Parforcejagtlandskabet i Nordsjælland udnævnt til UNESCO verdensarv under kriterierne ii og iv.